# シリウスコルト
シリウスコルト（欧字名:Sirius Colt、2021年3月22日 - ）は、日本の競走馬。主な勝ち鞍に2025年の新潟大賞典。
馬名の意味は、星の名称＋人名より。

## 経歴

### 2歳（2023年）
2023年7月1日、福島競馬場5Rの2歳新馬戦でデビュー。10番人気ながら、差し切り勝ちでデビュー戦での初勝利を収めた。8月27日の新潟2歳ステークスも12番人気の伏兵評価を覆し、5着に健闘。9月30日の芙蓉ステークスは4コーナーの外から先頭に並び掛け、最後は2着キャントウェイトに2馬身差をつけ、キャリア2勝目をマークした。年末のホープフルステークスは6着。

### 3歳（2024年）
3月3日の弥生賞ディープインパクト記念より始動。先手を取って終盤まで逃げ粘り、コスモキュランダとシンエンペラーに交わされはしたものの、3着に入り皐月賞の優先出走権を獲得した。皐月賞本番は2番手で積極的に運ぶも、直線で失速し14着大敗に終わった。6月30日のラジオNIKKEI賞はゴール寸前でオフトレイルに交わされ、2着に惜敗。以降は調子を崩し、3戦連続で着外に沈む。

### 4歳（2025年）
シーズン開幕前、宗像義忠調教師の定年引退に伴い、この春に新規開業した田中勝春厩舎に転厩。シーズン初戦の六甲ステークスはゴール前の3つ巴の大接戦にハナ差敗れ、2着に惜敗。4月13日の福島民報杯で2023年9月の芙蓉ステークス以来の勝利となるシーズン初勝利を挙げた。また、春に開業した田中調教師としても、これがJRA初勝利となった。5月17日の新潟大賞典はハナを奪うとそのまま最後まで逃げ切り、これが重賞初挑戦だった田中調教師ともども、念願の重賞初優勝を飾った。

## 競走成績
以下の内容は、JBISサーチおよびnetkeiba.comに基づく。
| 競走日     | 競馬場 | 競走名             | 格   | 距離（馬場）  | 頭 数 | 枠 番 | 馬 番 | オッズ （人気） | 着順 | タイム （上り3F） | 着差 | 騎手      | 斤量 [kg] | 1着馬（2着馬）       | 馬体重 [kg] |
| ---------- | ------ | ------------------ | ---- | ------------- | ----- | ----- | ----- | --------------- | ---- | ----------------- | ---- | --------- | --------- | -------------------- | ----------- |
| 2023.07.01 | 福島   | 2歳新馬            |      | 芝1200m（稍） | 13    | 4     | 4     | 027.0（10人）   | 01着 | R1:11.3（35.1）   | -0.2 | 0丸田恭介 | 55        | （ネムレスクイーン） | 448         |
| 0000.08.27 | 新潟   | 新潟2歳S           | GIII | 芝1600m（良） | 12    | 7     | 9     | 095.6（12人）   | 05着 | R1:34.6（33.2）   | -0.8 | 0三浦皇成 | 55        | アスコリピチェーノ   | 458         |
| 0000.09.30 | 中山   | 芙蓉S              | OP   | 芝2000m（良） | 8     | 5     | 5     | 008.10（4人）   | 01着 | R2:03.0（35.6）   | -0.3 | 0三浦皇成 | 55        | （キャントウェイト） | 466         |
| 0000.12.28 | 中山   | ホープフルS        | GI   | 芝2000m（良） | 16    | 5     | 10    | 029.70（9人）   | 06着 | R2:00.8（35.8）   | -0.4 | 0三浦皇成 | 56        | レガレイラ           | 480         |
| 2024.03.03 | 中山   | 弥生賞ディープ記念 | GII  | 芝2000m（良） | 11    | 7     | 8     | 076.60（9人）   | 03着 | R2:00.2（35.5）   | -0.4 | 0三浦皇成 | 57        | コスモキュランダ     | 482         |
| 0000.04.14 | 中山   | 皐月賞             | GI   | 芝2000m（良） | 17    | 2     | 4     | 176.4（13人）   | 14着 | R1:58.6（36.6）   | -1.5 | 0三浦皇成 | 57        | ジャスティンミラノ   | 472         |
| 0000.06.30 | 福島   | ラジオNIKKEI賞     | GIII | 芝1800m（良） | 12    | 1     | 1     | 006.40（4人）   | 02着 | R1:45.3（34.5）   | -0.0 | 0三浦皇成 | 56        | オフトレイル         | 478         |
| 0000.08.11 | 中京   | 小倉記念           | GIII | 芝2000m（良） | 12    | 6     | 7     | 004.80（3人）   | 09着 | R1:57.3（35.6）   | -0.8 | 0西村淳也 | 54        | リフレーミング       | 478         |
| 0000.11.10 | 福島   | 福島記念           | GIII | 芝2000m（良） | 16    | 8     | 16    | 009.40（5人）   | 14着 | R2:02.9（39.2）   | -2.2 | 0高杉吏麒 | 54        | アラタ               | 478         |
| 0000.12.07 | 京都   | リゲルS            | L    | 芝1600m（良） | 13    | 6     | 9     | 023.90（6人）   | 11着 | R1:34.7（35.6）   | -1.8 | 0藤岡佑介 | 56        | シャドウフューリー   | 488         |
| 2025.03.30 | 阪神   | 六甲S              | L    | 芝1600m（良） | 12    | 7     | 10    | 022.10（7人）   | 02着 | R1:32.2（34.0）   | -0.0 | 0古川吉洋 | 57        | ダディーズビビッド   | 492         |
| 0000.04.13 | 福島   | 福島民報杯         | L    | 芝2000m（良） | 15    | 3     | 5     | 006.70（3人）   | 01着 | R1:59.8（35.7）   | -0.1 | 0古川吉洋 | 57        | （バラジ）           | 494         |
| 0000.05.17 | 新潟   | 新潟大賞典         | GIII | 芝2000m（稍） | 16    | 4     | 8     | 019.60（8人）   | 01着 | R2:00.5（34.6）   | -0.3 | 0古川吉洋 | 57        | （サブマリーナ）     | 488         |
| 0000.07.13 | 福島   | 七夕賞             | GIII | 芝2000m（良） | 15    | 5     | 8     | 006.30（3人）   | 08着 | R2:01.8（36.9）   | -1.3 | 0古川吉洋 | 58.5      | コスモフリーゲン     | 490         |

- 競走成績は2025年7月13日現在

## 血統表
| シリウスコルトの血統            | シリウスコルトの血統                | シリウスコルトの血統              | （血統表の出典）                  | （血統表の出典） |
| 父系                            | ミスタープロスペクター系            | ミスタープロスペクター系          | ミスタープロスペクター系          | [ § 2 ]          |
| 父 *マクフィ 鹿毛 2007          | 父の父Dubawi 鹿毛 2002              | Dubai Millennium                  | Seeking the Gold                  | Seeking the Gold |
| 父 *マクフィ 鹿毛 2007          | 父の父Dubawi 鹿毛 2002              | Dubai Millennium                  | Colorado Dancer                   |                  |
| 父 *マクフィ 鹿毛 2007          | 父の父Dubawi 鹿毛 2002              | Zomaradah                         | Deploy                            | Deploy           |
| 父 *マクフィ 鹿毛 2007          | 父の父Dubawi 鹿毛 2002              | Zomaradah                         | Jawaher                           |                  |
| 父 *マクフィ 鹿毛 2007          | 父の母Dhelaal 鹿毛 2002             | Green Desert                      | Danzig                            | Danzig           |
| 父 *マクフィ 鹿毛 2007          | 父の母Dhelaal 鹿毛 2002             | Green Desert                      | Foreign Courier                   |                  |
| 父 *マクフィ 鹿毛 2007          | 父の母Dhelaal 鹿毛 2002             | Irish Valley                      | Irish River                       | Irish River      |
| 父 *マクフィ 鹿毛 2007          | 父の母Dhelaal 鹿毛 2002             | Irish Valley                      | Green Valley                      |                  |
| 母 オールドフレイム 青鹿毛 2014 | 母の父ゼンノロブロイ 黒鹿毛 2000    | *サンデーサイレンス               | Halo                              | Halo             |
| 母 オールドフレイム 青鹿毛 2014 | 母の父ゼンノロブロイ 黒鹿毛 2000    | *サンデーサイレンス               | Wishing Well                      |                  |
| 母 オールドフレイム 青鹿毛 2014 | 母の父ゼンノロブロイ 黒鹿毛 2000    | *ローミンレイチェル               | *マイニング                       | *マイニング      |
| 母 オールドフレイム 青鹿毛 2014 | 母の父ゼンノロブロイ 黒鹿毛 2000    | *ローミンレイチェル               | One Smart Lady                    |                  |
| 母 オールドフレイム 青鹿毛 2014 | 母の母*オーラオブザムーン 鹿毛 2010 | Tiznow                            | Cee's Tizzy                       | Cee's Tizzy      |
| 母 オールドフレイム 青鹿毛 2014 | 母の母*オーラオブザムーン 鹿毛 2010 | Tiznow                            | Cee's Song                        |                  |
| 母 オールドフレイム 青鹿毛 2014 | 母の母*オーラオブザムーン 鹿毛 2010 | *レディジョアン                   | Orientate                         | Orientate        |
| 母 オールドフレイム 青鹿毛 2014 | 母の母*オーラオブザムーン 鹿毛 2010 | *レディジョアン                   | Oatsee                            |                  |
| 母系(F-No.)                     | オーラオブザムーン(USA)系(FN:2-f)   | オーラオブザムーン(USA)系(FN:2-f) | オーラオブザムーン(USA)系(FN:2-f) | [ § 3 ]          |
| 5代内の近親交配                 | Mr. Prospector S5×M5                | Mr. Prospector S5×M5              | Mr. Prospector S5×M5              | [ § 4 ]          |
| 出典                            | 1. 2. 3. 4.                         | 1. 2. 3. 4.                       | 1. 2. 3. 4.                       | 1. 2. 3. 4.      |

- 3代母レディジョアンは2007年アラバマステークス優勝馬。その半弟に2011年プリークネスステークス勝ち馬のShacklefordがいる。
- そのほかの近親はタムレット#主なファミリーラインを参照。